# 라디오 텔레비전 말레이시아

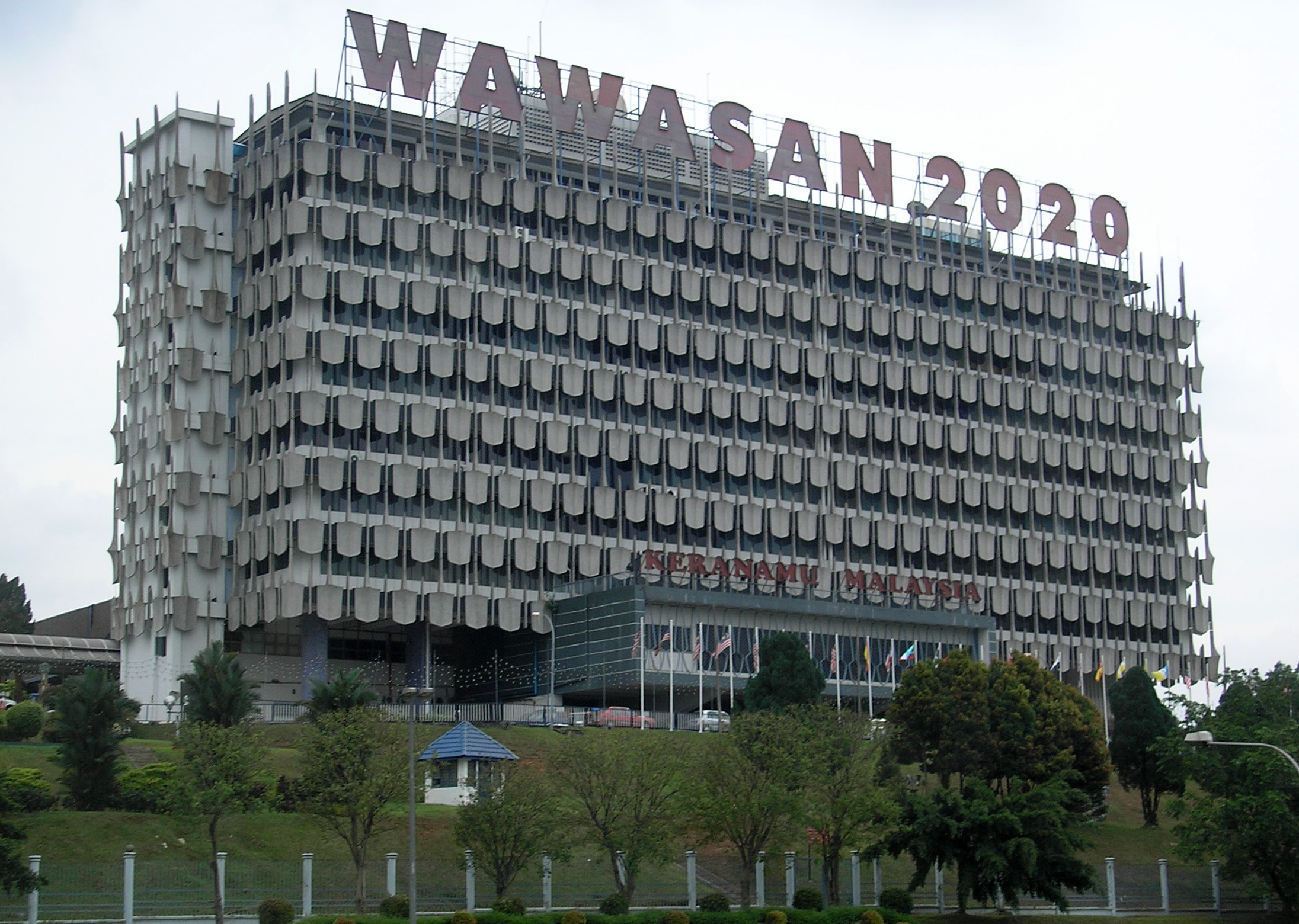
라디오 텔레비전 말레이시아 방송국(2007년)

라디오 텔레비전 말레이시아 또는 말레이시아 방송 협회(말레이어: Radio Televisyen Malaysia, RTM, 중국어: 马来西亚广播电视, 타밀어: மலேசிய வானொலி)는 말레이시아의 공영 방송이다.

## 역사
1946년 4월 1일 영국령 말라야 연방 당시 두개의 라디오 방송을 개국하면서 설립되었다. 두개의 라디오 방송은 말레이어 채널인 라디오 말라야(Radio Malaya)와 영어 채널인 블루 네트워크(The Blue Network)였다. 송신소는 싱가포르였다가 1950년 쿠알라룸푸르에 설치되었다.
1957년 말라야 연방이 대영제국에서 독립 후 1959년 1월 1일 라디오 싱가푸라(Radio Singapura)와 라디오 말라야(Radio Malaya)라는 두개의 방송사로 나뉘었다.
1963년 9월 16일 말라야 연방이 말레이시아가 되면서 이름을 라디오 말레이시아(Radio Malaysia)로 바뀌었고, 이때 싱가포르가 편입되면서 싱가포르의 방송국이 지역방송국으로 들어왔다. 1963년 12월 28일에는 텔레비전 방송국인 말레이시아 텔레비전이 개국하였다. 1965년에는 싱가포르가 독립하면서 싱가포르의 지역국이 떨어져나가 싱가포르 방송 협회가 되었다.
1969년에는 라디오 말레이시아와 말레이시아 텔레비전이 합병하면서 라디오 텔레비전 말레이시아(Radio Televisyen Malaysia)가 설립되었다. 그 해에 TV2가 개국하면서 기존의 텔레비전 채널은 TV1이 되었다. 1971년에는 말레이시아 최초의 전국 단위이자 종일 라디오 방송인 Rangkaian Nasional (National Network, 현 Klasik Nasional FM)이 개국하였다.
컬러 텔레비전 방송은 1978년에 말레이 반도에, 1980년에 사라왁, 사바 주에 실시되었다.
1972년~1999년에는 RTM은 낮 시간대에 TV Pendidikan이라는 국가 교육 채널을 블록 편성하였다.
TV1에 TV Pendidikan 방송을 하지 않게 된 1994년 이후로 낮 시간대에 TV1 방송을 하게 되었고, TV2는 2000년에 낮 방송을 실시하였다. 24시간 종일 방송은 TV1에는 2006년에, TV2에는 2012년에 도입되었다.

## 방송 채널

### 텔레비전 방송
- TV1
- TV2
- TV Okey (디지털 텔레비전 전용. 옛 TVi.)
- RTM Sports (디지털 텔레비전 전용)
- Berita RTM (디지털 텔레비전 전용)
- TV6 (디지털 텔레비전 전용)

| - Radio Klasik - Nasional FM (구 Muzik FM에 쓰였던 주파수를 사용) - TraXX FM - Ai FM - Minnal FM - Asyik FM | - 말레이시아의 소리(Voice of Malaysia) 1 - 말레이시아의 소리(Voice of Malaysia) 2 |

### 지역 라디오 방송
| - 프를리스주: Perlis FM - 크다주: Kedah FM - 풀라우 피낭 주: Mutiara FM - 페락주: Perak FM - 슬랑오르주: Selangor FM, KL FM - 쿠알라룸푸르: Selangor FM, KL FM (구 Radio Malaysia KL) - 느그리 슴빌란 주: Negeri FM - 믈라카주: Melaka FM - 조호르주: Johor FM - 파항주:Pahang FM - 트렝가누주: Terengganu FM - 클란탄주: Kelantan FM | - 사라왁주: Sarawak FM - Wai FM (구 RM Sarawak Saluran Etnik) - Red FM (구 RM Sarawak Rangkaian Merah) - 사바주: Sabah FM - Sabah V FM (구 RM Sabah Siaran Pelbagai Bahasa) - FM Stereo Johor Bahru (FMJB) - Langkawi FM (구 RM Langkawi) - Labuan FM (구 RM Labuan) - Sibu FM (구 RM Sarawak Sibu) - Bintulu FM - Miri FM (구 RM Sarawak Miri) - Limbang FM (구 RM Sarawak Limbang) - RaSa FM (구 RM Sarawak Sri Aman) - Keningau FM - Sandakan FM (구 RM Sabah Sandakan) - Tawau FM (구 RM Sabah Tawau) |

## 같이 보기
- 싱가포르 방송 협회